# Ponç de Cimier
Ponç o Poni (Provença, començament del s. III - Cimier, Niça, ca. 258) va ser un predicador cristià de la Gàl·lia, mort màrtir. És venerat com a sant.
La seva figura pot haver donat lloc a la creació del llegendari sant Ponç de Pradievi, celebrat el mateix dia 14 de maig.

## Biografia
No se sap del cert el seu origen. Originari d'una família pagana, es convertí al cristianisme, deixà els seus béns i predicà i evangelitzà la vall de l'Ubaye (o Valéia). Per haver convertit molts fidels, va ser perseguit i martiritzat durant el regnat de Valerià I i Gal·liè, essent mort a Cemenulum, actual Cimier, vora Niça.

## Veneració
Les seves relíquies van ésser portades al monestir de Tomeres, al Llenguadoc, en 937, i van donar nom a la ciutat, que el canvià pel de Sant Ponç de Tomièiras. El bisbe Valerià de Cimier va escriure al segle v diversos sermons sobre el bisbe Ponç i els miracles esdevinguts per la seva intercessió. Sobre l'abadia s'aixecà més tard la catedral de Sant Ponç de Tomeres.

### Devoció a Catalunya
A força indrets de Catalunya la celebració de Sant Ponç ha estat molt viva fins no fa massa anys. Una tradició local explica que, fugint dels seus perseguidors, Ponç va arribar a Barcelona i que, en veure tanta misèria i malalties entre la població, es va posar a preparar pocions amb herbes remeieres que coneixia bé, per tal d'alleugerir-ne els dolors. Això li va fer guanyar el respecte i l'admiració dels barcelonins que a partir d'aquell moment van començar a celebrar una fira d'herbes en el seu honor. Sant Ponç es convertí així en patró dels herbolaris i apicultors, al seu dia, l'11 de maig tenen lloc arreu de Catalunya fires on es venen mel, herbes remeieres i aromàtiques i fruites confitades.
A la capella de l'Hospital de la Santa Creu, al carrer de l'Hospital, es venerava la imatge del sant. En ésser secularitzada i convertida en sala d'exposicions, la imatge va ser traslladada a una capella la veïna església de Sant Agustí Nou, on encara és avui.
La creença popular diu que si es neteja bé la casa el dia de Sant Ponç s'allunyen els paràsits i les xinxes per tot l'any. Antigament era un costum força arrelat posar un paquet d'herbes beneïdes (branquetes de romaní o quatre roses anomenades «roses de Sant Ponç») sota el llit amb la convicció que tenia un alt poder guaridor.

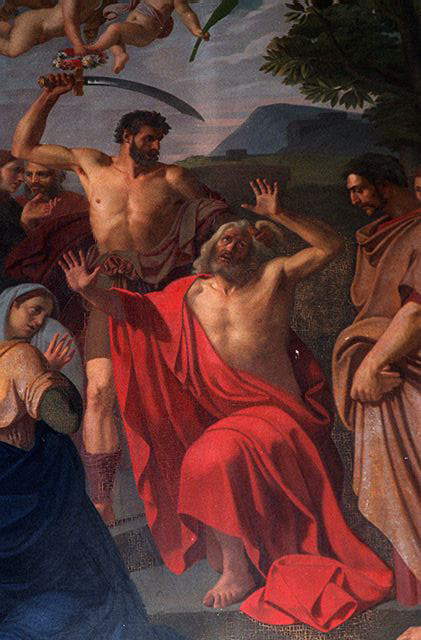
Martiri de Sant Ponç, per Joseph Castel (1798-1853) (Niça, antiga abadia de Saint-Pons)
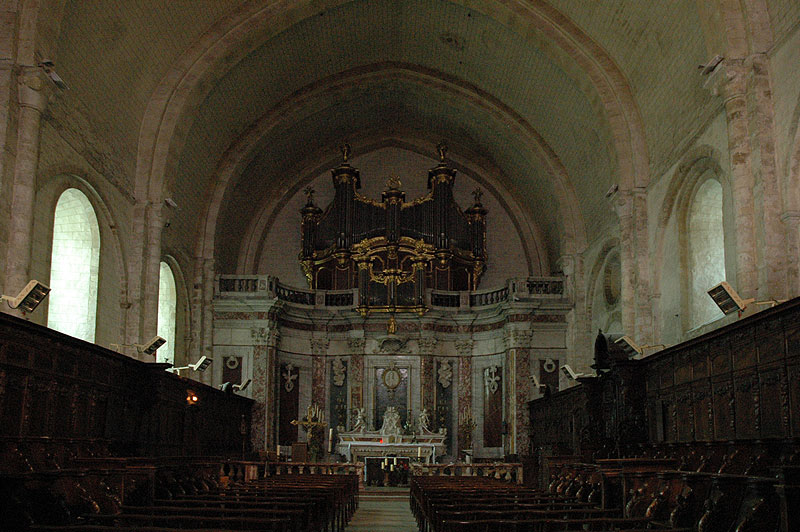
Catedral de Sant Ponç de Tomeres, on van ser les relíquies del sant.
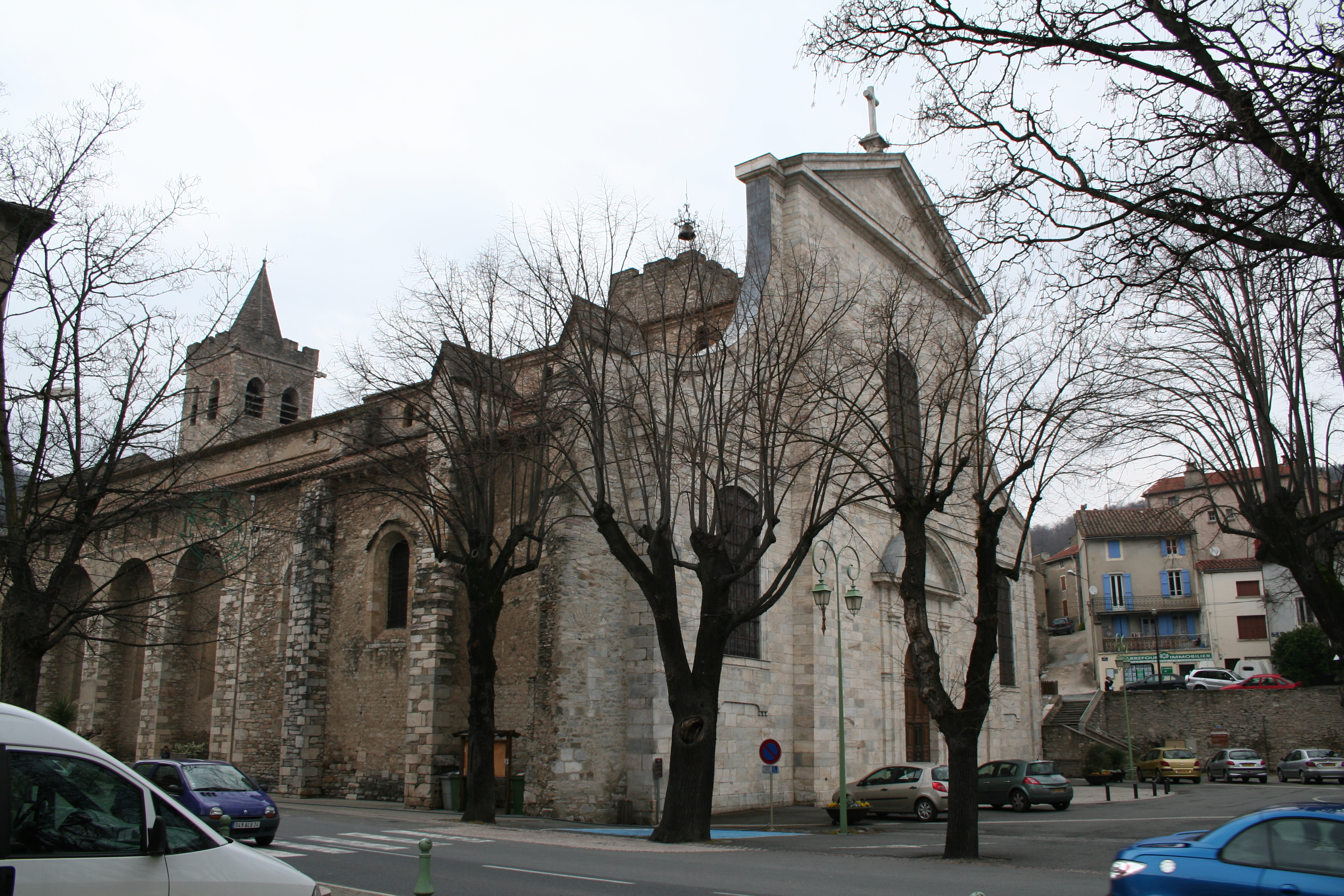
Catedral de Sant Ponç de Tomeres

#### Fira d'herbes remeieres a Barcelona
La més coneguda de les fires de Sant Ponç és la que es fa a Barcelona, al carrer de l'Hospital, a la vora de l'antiga capella. En ella, els herbolaris ofereixen diferents productes naturals vinculats a la millora de la salut: herbes remeieres i aromàtiques i flors i productes del camp, com mel, arrop, formatges, confiteria tradicional, melmelada i fruita en almívar o gebrada. Les primeres dades documentades sobre la fira la remeten al segle xvi, quan ja era tradició fer un cop l'any una fira d'herbes davant de l'església de Sant Miquel (Barcelona), vora l'Ajuntament. Aquestes fires podrien tenir l'origen en les que els pagans feien en honor de Flora, deessa romana de la vegetació.
Durant els últims vint anys, altres districtes de la ciutat s'han afegit a la tradició i proliferen altres fires similars en barris com Sants-Montjuïc, Sarrià-Sant Gervasi (a la plaça Mañé i Flaquer i la plaça de Sarrià) al carrer de Blai, al Poble-Sec.